# Tubo (Fluss)
Der Tubo ist ein rechter Nebenfluss des Kaduna in Nigeria.

## Verlauf
Die Quelle des Tubo befindet sich bei Funtua im Bundesstaat Katsina nahe den Quellen des Sokoto. Er fließt in südliche Richtung. Kurz vor der Mündung nimmt er seinen wichtigsten Nebenfluss, den Damari von rechts auf. Der Tubo mündet etwa 20 km südwestlich von der Stadt Kaduna in den gleichnamigen Fluss.

## Hydrometrie
Die Durchflussmenge des Tubo wurde am Pegel Mile 20 bei dem größten Teil des Einzugsgebietes zwischen den Jahren 1960 bis 2005 in m³/s gemessen.